# The Bridge (Agents of S.H.I.E.L.D.)
"The Bridge" ("A Ponte", no Brasil) é o décimo episódio da primeira temporada da série de televisão norte-americana Agents of S.H.I.E.L.D., baseada na organização S.H.I.E.L.D. (Superintendência Humana de Intervenção, Espionagem, Logística e Dissuasão) criada pela Marvel Comics. O episódio gira em torno do personagem Phil Coulson e a sua equipe de agentes da S.H.I.E.L.D. quando recrutam o super-humano Mike Peterson para enfrentar a misteriosa organização Centopeia. Está situado no Universo Cinematográfico Marvel (UCM), compartilhando a continuidade com os filmes e as demais séries te televisão da franquia. O episódio foi escrito por Shalisha Francis e dirigido por Holly Dale.
Clark Gregg reprisa seu papel como Coulson, da série de filmes, e é acompanhado pelo elenco regular da série composto por Ming-Na Wen, Brett Dalton, Chloe Bennet, Iain De Caestecker e Elizabeth Henstridge.
"The Bridge" foi exibido originalmente pela ABC em 10 de dezembro de 2013 e, de acordo com os dados do Nielsen Media Research, foi assistido por 6,11 milhões de telespectadores.

## Enredo
Três soldados utilizando uma versão aprimorada do soro da Centopeia resgatam Edison Po da prisão. Coulson solicita Mike Peterson, que agora faz parte do programa de super-soldados da própria S.H.I.E.L.D., para ajudar sua equipe a perseguir Po e seus super-soldados. Skye descobre que Po foi visitado na prisão por Raina, e seu software de leitura de lábios permite que eles ouçam uma frase falada por Po mencionando "o Clarividente".
Um dos super-soldados é identificado como Brian Hayward, e Coulson e Ward vão em busca de sua irmã, a estudante universitária Laura, dizendo que seu irmão ganhou na loteria. Quando ela chama Brian, a equipe rastreia a chamada até um armazém na Califórnia. Coulson, May, Ward e Mike invadem o local para encontrar Po e Raina que já tinham fugido, mas deixaram os super-soldados para trás, e eles dominam Ward e May antes de Mike subjugar Hayward. É revelado que os soldados possuem detonadores em seus olhos de raios-X, versões avançadas do dispositivo implantado em Akela Amador, e Po mata Hayward remotamente antes de pedir para que os outros fugissem.
Raina sequestra Ace Peterson, e a equipe presume que Po e Raina querem trocá-lo pelo seu pai. A troca acontece em uma ponte em construção, mas como Coulson escolta Mike para reconhecer Raina e Ace, Mike revela que os conspiradores realmente querem Coulson, que se entrega e é trocado por Ace. Depois de conseguir levar Ace em segurança, Mike tenta resgatar Coulson, mas é apanhando por uma explosão e presumivelmente morto quando Po e Raina partem com Coulson em um helicóptero.
Em uma etiqueta final, Raina diz para Coulson que eles desejam saber o que aconteceu depois que ele foi morto por Loki.

## Produção

### Desenvolvimento
Em novembro de 2013, a Marvel revelou que o título do décimo episódio da série seria "The Bridge", e que seria escrito por Shalisha Francis e dirigido por Holly Dale.

### Escolha do elenco
Em novembro de 2013, a Marvel anunciou que o elenco principal do episódio seria composto por Clark Gregg, Ming-Na Wen, Brett Dalton, Chloe Bennet, Iain De Caestecker e Elizabeth Henstridge estrelando respectivamente como Phil Coulson, Melinda May, Grant Ward, Skye, Leo Fitz e Jemma Simmons. Também foi revelado que o elenco convidado para o episódio incluiria J. August Richards como Mike Peterson, Ajani Wrighster como Ace, Ruth Negga como Raina, Rick Malambri como Brian Hayward, Molly McCook como Laura Hayward, Cullen Douglas como Edison Po, Rico Devereaux como guarda da prisão e Albert Marrero Jr. como um treinador. Wrighster, Malambri, Devereaux e Marrero não foram creditados pela participação convidada no episódio. Richards, Negga e Douglas reprisam seus papéis anteriores na série.

## Lançamento

### Transmissão
"The Bridge" foi exibido originalmente nos Estados Unidos pela rede ABC em 10 de dezembro de 2013.

### Home media
O episódio, juntamente com os demais da primeira temporada de Agents of S.H.I.E.L.D., foi lançado em DVD e Blu-ray em 9 de setembro de 2014. Os recursos de bônus incluem vídeos especiais gravados nos bastidores, comentários de áudio, cenas excluídas entre outros. O conteúdo foi lançado na Região 2 em 20 de outubro e na Região 4 em 11 de novembro de 2014. Em 20 de novembro de 2014, o episódio ficou disponível para transmissão no Netflix.

## Recepção

### Audiência
Nos Estados Unidos, o episódio recebeu um índice de participação de 2.1/6 porcento de adultos com idades compreendidas entre 18 e 49 anos, o que significa que foi visto por 2.1 porcento de todas as residências familiares e 6 porcento de todos que estavam assistindo televisão no momento da transmissão. O episódio foi assistido por 6,11 milhões de telespectadores.